# 川奈ルミ
川奈 ルミ（かわな ルミ、誕生日12月12日 ）は日本の歌謡曲、ラテン歌手。好きな歌手：青江三奈、坂本スミ子、アントニオ古賀、ミルバ 

## 経歴
中学生の時にラテン音楽やカンツオーネに魅せられて高校卒業後に上京。歌手を目指しライブクラブ等で活動。作曲家の朝月廣臣に師事、2000年に歌謡曲でデビュー。後にラテン音楽界の重鎮アントニオ古賀に師事。
独特のハスキーボイスに、比類なきオリジナリティ溢れる歌唱力を持ち、ジャンルにとらわれず独自の世界を持つ歌手として定評あり。昭和歌謡とスタンダードラテン音楽を交えたパワフルなステージに人気を得ている。
芸名の「川奈ルミ」は、自身が歌の神様と拝する青江三奈に由来。三奈の三の字を90度右にし「川奈」とした。
9歳の頃からデヴィ夫人の大ファンであった。その容姿から、デヴィ夫人からも「アタクシに顔もそっくり、妹の様、Twin デヴィです」と紹介され、小デヴィと呼ばれる。名付け親は安西マリア氏。　
- 2000年6月、「湖愁記」でデビュー[2]
- 2001年9月、東京板橋音楽祭にて新人賞受賞、「湖愁記」でブルーヒット賞受賞
- 2003年7月、「黄昏エアポート」発売。
- 2006年2月、徳間ジャパンに移籍し、芸名を夏川琉未から川奈ルミに改名し「元町ブルース」発売。
- 2007年10月、「夜明けのブルース」発売。
- 2009年3月、「東京大陸/火の鳥」発売（日本クラウンより)。
- 2011年5月、「愛につながれて/今をとめないで」発売。
- 2011年5月、ラテン＆ブルース　アルバム『愛の詩Cancion de amor』（東京キューバンボーイズ見砂和照氏参加）発売。
- 2013年8月、「鼓動/さよなら坂」発売。
- 2014年10月、「これも愛それも愛/雨降りトワイライト」発売。
- 2017年2月、「貫く愛/踊りましょ」発売。「貫く愛」は、デヴィ・スカルノ初の作詞作品。
- 2020年10月、「愛遥かに/愛の休日（ホリデー）」発売。
- 2025年3月5日、「ラ・ヴィアン・ローズ～バラ色の人生 C/wあの日のように」発売。

川奈ルミが歌うラテン音楽を絶賛する、川奈ファンのデヴィ夫人が、今まで多くの歌手から作詞オファーが受けながら全て断ってきたなかで、川奈ルミなら書いてみようと承諾して誕生した。当初は作詞は初めてのことで、いつ仕上がるかわからないと言ったにもかかわらず、昭和34年にスカルノ大統領との結婚の際にあらゆるマスコミからのバッシングに遭いながらも貫いた純愛を書き下ろし、半日で書き上げた。「人を愛することは素晴らしい。どんな障害が有ろうがその愛が純愛ならば是非貫いて下さい」というメッセージが込められている。曲中のセリフ、 題字も夫人が担当した。
2016年より、ラテン音協会アムランのステージに参加。
2017年11月30日、古賀政男記念館にて行われた、キューバのフィデルカストロ議長 一周忌公演に出演、Logrimas Negras を歌う。
2018年2月12日、伊勢佐木町ブルース発売50周年記念フェスタ（青江三奈のヒット曲を歌う）にゲスト出演。
2018年9月15日、浅草公会堂にてラテン音楽協会　アムラン30周年に出演。
2019年8月28日、アントニオ古賀60周年コンサートに出演、古賀メロディーを歌う。
2020年8月、フジTV・関西TV「鶴瓶×サンド　客観人生」デヴィ夫人と小デヴィ出演。
2020年11月、日テレ「有吉反省会」小デヴィ出演。
2021年2月、TBS「水曜のダウンタウン」デヴィ夫人と小デヴィ出演。
2021年4月、「サブちゃんと歌仲間」出演。
2023年12月、フジTV「上田晋也のトーク検定2023」デヴィ夫人役で出川哲郎氏と共演。
2024年6月、日本テレビ「行列のできる相談所」デヴィ夫人役、再現フィルム出演。
2025年、株式会社オフィスコットンに所属。
年に数回、「La musica Latina y Blues」 ラテン&ブルースライヴを開催。